# Jelonki (województwo mazowieckie)
Jelonki – wieś sołecka w Polsce położona w województwie mazowieckim, w powiecie ostrowskim, w gminie Ostrów Mazowiecka.
Wieś szlachecka położona była w drugiej połowie XVI wieku w powiecie ostrowskim ziemi nurskiej. W latach 1954–1972 wieś należała i była siedzibą władz gromady Jelonki. W latach 1975–1998 miejscowość administracyjnie należała do województwa ostrołęckiego.
Zniszczona prawie całkowicie w czasie II wojny światowej. Znajduje się tu szkoła, ośrodek zdrowia, kościół, kilka sklepów, piekarnia, punkty skupu, młyn Interchemal. Obok miejscowości znajdują się jeziora w miejscu wyeksploatowanej żwirowni.
W miejscowości znajduje się kościół, który jest siedzibą parafii św. Anny. W strukturze kościoła rzymskokatolickiego parafia należy do metropolii białostockiej, diecezji łomżyńskiej, dekanatu Ostrów Mazowiecka – Wniebowzięcia NMP.
Parafię Jelonki utworzono w 1509 r. staraniem braci Górskich h. Nałęcz, wówczas pobudowano drewniany kościół. Drugi, też drewniany, został konsekrowany w 1702 r. Kościół ten spłonął w 1914 r. a kolejny spłonął w 1944 r. Następny również drewniany służył do lat 60. Obecny murowany kościół zbudowano w latach 1952–1964. Jest on z cegły, tynkowany, trójnawowy, o wymiarach: długość 39 m, szerokość 26 m, wysokość do sklepienia 13 m, wieża 27 m. W kościele są cztery ołtarze. W ołtarzu głównym znajduje się Krzyż, po bokach ołtarza stoją figury św. Anny i św. Jana Ewangelisty. Ołtarz w kaplicy posiada obraz Matki Boskiej Nieustającej Pomocy, ołtarz boczny po prawej stronie zawiera obraz Matki Boskiej Bolesnej, a po lewej stronie – obraz Matki Boskiej Częstochowskiej. W kościele są z XVIII wieku tabernakulum i dwa ornaty.
Do parafii należą wsie: Czesin, Grądziki, Jelenie, Jelonki, Malinowo Nowe, Malinowo Stare, Modlinek, Przyborowie, Przyborowie-Kolonia, Sulęcin-Kolonia, Sulęcin Włościański, Trynosy, Trynosy PGR, Wólka Seroczyńska, Zakrzewek, Zalesie, Zalesie PGR i Zgorzałowo; razem (w 1990 r.) 3400 wiernych. Odpust na św. Anny.
O okolicy opowiada Sienkiewicz na kartach „Potopu”
...Książę ruszył głęboką i ciemną nocą ku Wąsowu i Jelonce, przeszedł w Czerwinie rzekę i zostawiwszy jazdę w gołym polu, zasadził piechotę w pobliskich zagajnikach, aby niespodziewanie wychylić się mogła ....